# 1st Class
1st Class è il secondo album dell'artista hip hop statunitense Large Professor, pubblicato nel 2002.

## Descrizione
| Recensione | Giudizio |
| ---------- | -------- |
| AllMusic   | [ 1 ]    |

Finisce per essere un «disco a metà» a causa dell'elevata presenza di temi braggadocio e dei pochi ospiti presenti (Nas, Akinyele, Busta Rhymes e Q-Tip) compensati da un Large Professor che non convince al microfono.
Unico album del producer a classificarsi negli Stati Uniti raggiungendo il numero 52 tra i prodotti hip hop.

## Tracce
Musiche di Large Professor eccetto dove indicato.
1. Intro – 1:36
2. 'Bout That Time – 3:30
3. Ultimate – 2:55
4. Brand New – 3:28
5. Stay Chisel (feat. Nas) – 2:32
6. Akinyele (Live at the BBQ, Pt. 2) (feat. Akinyele) – 2:22
7. In The Sun (feat. Q-Tip) – 4:28 (musica: Xplicit)
8. Born To Ball – 3:48
9. Kool – 3:47 (musica: J-Love)
10. The Man – 4:23
11. Large Pro – 3:23
12. Alive In Stereo – 4:06 (musica: Hill, Inc)
13. Blaze Rhymez II – 3:44
14. On (feat. Busta Rhymes) – 2:49
15. Hip Hop – 4:25
16. Radioactive – 5:05